# Macropsis scotti
Macropsis scotti är en insektsart som beskrevs av Edwards 1920. Macropsis scotti ingår i släktet Macropsis och familjen dvärgstritar. Inga underarter finns listade i Catalogue of Life.